# Ісмаїла Сарр
Ісмаїла Сарр (фр. Ismaïla Sarr, нар. 25 лютого 1998, Сен-Луї) — сенегальський футболіст, правий вінгер клубу «Крістал Пелес» та національної збірної Сенегалу.

## Клубна кар'єра
Є вихованцем сенегальської школи «Дженерейшен Фут». Влітку 2016 року підписав п'ятирічний контракт з французьким клубом «Мец». 13 серпня 2016 року дебютував у Лізі 1 поєдинком проти «Лілля», вийшовши на заміну на 70-ій хвилині замість Флорана Молле. Загалом за сезон встиг відіграти за команду з Меца 31 матч в національному чемпіонаті.
26 липня 2017 року сенегалець перейшов в «Ренн», підписавши чотирирічний контракт. Сума угоди склала €17 млн. Перший матч за новий клуб вінгер провів 5 серпня в рамках 1-го туру чемпіонату 2017/18 проти «Труа», відкрив рахунок забитих за «Ренн» м'ячів 26 серпня у поєдинку 4-го туру з «Тулузою». Всього відіграв за команду з Ренна 59 матчів у національному чемпіонаті.
Влітку 2019 перейшов до складу «Вотфорда» за рекордні для клубу 40 млн фунтів.
24 липня 2023 року перейшов у французький «Марсель».
1 серпня 2024 року повернувся до англійської Прем'єр-ліги, підписавши контракт з «Крістал Пелесом».

## Виступи за збірні
З 2015 року залучався до складу молодіжної збірної Сенегалу. Був учасником домашнього Кубка африканських націй (U-23), зайнявши з командою четверте місце, а Сарр зіграв три гри. Всього на молодіжному рівні зіграв у 4 офіційних матчах.
3 вересня 2016 року дебютував в офіційних іграх у складі національної збірної Сенегалу в матчі кваліфікації до Кубка африканських націй 2017 року проти Намібії.
У складі збірної був учасником Кубка африканських націй 2017 року у Габоні та чемпіонату світу 2018 року у Росії.
На вересень 2024 року провів у формі головної команди країни 64 матчі, забивши 13 голів.
| Дата       | Місто        | Господарі        | Результат               | Гості                | Турнір                                      | Голи | Примітки |
| ---------- | ------------ | ---------------- | ----------------------- | -------------------- | ------------------------------------------- | ---- | -------- |
| 03-09-2016 | Дакар        | Сенегал          | 2 – 0                   | Намібія              | Відбір до Кубка африканських націй 2017     | -    | 67'      |
| 08-01-2017 | Браззавіль   | Лівія            | 1 – 2                   | Сенегал              | товариський матч                            | 1    |          |
| 11-01-2017 | Браззавіль   | Республіка Конго | 0 – 2                   | Сенегал              | товариський матч                            | -    | 62'      |
| 15-01-2017 | Франсвіль    | Туніс            | 0 – 2                   | Сенегал              | Кубок африканських націй 2017 - 1-й етап    | -    | 62'      |
| 19-1-2017  | Франсвіль    | Сенегал          | 2 – 0                   | Зімбабве             | Кубок африканських націй 2017 - 1-й етап    | -    | 90'      |
| 23-1-2017  | Франсвіль    | Сенегал          | 2 – 2                   | Алжир                | Кубок африканських націй 2017 - 1-й етап    | -    |          |
| 6-6-2017   | Дакар        | Сенегал          | 0 – 0                   | Уганда               | товариський матч                            | -    | 57'      |
| 10-6-2017  | Дакар        | Сенегал          | 3 – 0                   | Екваторіальна Гвінея | Відбір до Кубка африканських націй 2019     | -    | 66'      |
| 2-9-2017   | Дакар        | Сенегал          | 0 – 0                   | Буркіна-Фасо         | Відбір до ЧС 2018                           | -    | 66'      |
| 5-9-2017   | Уагадугу     | Буркіна-Фасо     | 2 – 2                   | Сенегал              | Відбір до ЧС 2018                           | 1    |          |
| 23-3-2018  | Кота-Бару    | Сенегал          | 1 – 1                   | Узбекистан           | товариський матч                            | -    | 79'      |
| 27-3-2018  | Гавр         | Сенегал          | 0 – 0                   | Боснія і Герцеговина | товариський матч                            | -    | 68'      |
| 31-5-2018  | Люксембург   | Люксембург       | 0 – 0                   | Сенегал              | товариський матч                            | -    | 65'      |
| 8-6-2018   | Осієк        | Хорватія         | 2 – 1                   | Сенегал              | товариський матч                            | 1    | 74'      |
| 11-06-2018 | Гредіг       | Південна Корея   | 0 – 2                   | Сенегал              | товариський матч                            | -    | 63'      |
| 19-06-2018 | Москва       | Польща           | 1 – 2                   | Сенегал              | ЧС 2018 - 1-й етап                          | -    |          |
| 24-06-2018 | Казань       | Японія           | 2 – 2                   | Сенегал              | ЧС 2018 - 1-й етап                          | -    |          |
| 28-06-2018 | Самара       | Сенегал          | 0 – 1                   | Колумбія             | ЧС 2018 - 1-й етап                          | -    |          |
| 09-09-2018 | Антананаріву | Мадагаскар       | 2 – 2                   | Сенегал              | Відбір до Кубка африканських націй 2019     | -    | 72' 75'  |
| 16-10-2018 | Хартум       | Судан            | 0 – 1                   | Сенегал              | Відбір до Кубка африканських націй 2019     | -    |          |
| 23-03-2019 | Дакар        | Сенегал          | 2 – 0                   | Мадагаскар           | Відбір до Кубка африканських націй 2019     | -    | 86'      |
| 16-06-2019 | Ісмаїлія     | Нігерія          | 0 – 1                   | Сенегал              | товариський матч                            | -    |          |
| 23-06-2019 | Каїр         | Танзанія         | 0 – 2                   | Сенегал              | Кубок африканських націй 2019 - 1-й етап    | -    |          |
| 01-07-2019 | Каїр         | Кенія            | 0 – 3                   | Сенегал              | Кубок африканських націй 2019 - 1-й етап    | 1    |          |
| 05-07-2019 | Каїр         | Уганда           | 0 – 1                   | Сенегал              | Кубок африканських націй 2019 - 1/8 фіналу  | -    | 81'      |
| 14-07-2019 | Каїр         | Туніс            | 0 – 1                   | Сенегал              | Кубок африканських націй 2019 - півфінал    | -    | 68'      |
| 19-07-2019 | Каїр         | Алжир            | 1 – 0                   | Сенегал              | Кубок африканських націй 2019 - фінал       | -    |          |
| 10-10-2019 | Сінгапур     | Бразилія         | 1 – 1                   | Сенегал              | товариський матч                            | -    | 90'      |
| 13-11-2019 | Дакар        | Сенегал          | 2 – 0                   | Республіка Конго     | Відбір до Кубка африканських націй 2021     | 1    | 56'      |
| 09-10-2020 | Марракеш     | Марокко          | 3 – 1                   | Сенегал              | товариський матч                            | 1    |          |
| 11-11-2020 | Дакар        | Сенегал          | 2 – 0                   | Гвінея-Бісау         | Відбір до Кубка африканських націй 2021     | -    | 72'      |
| 15-11-2020 | Бісау        | Гвінея-Бісау     | 0 – 1                   | Сенегал              | Відбір до Кубка африканських націй 2021     | -    | 79'      |
| 05-06-2021 | Дакар        | Сенегал          | 3 – 1                   | Замбія               | товариський матч                            | 1    | 79'      |
| 08-06-2021 | Дакар        | Сенегал          | 2 – 0                   | Кабо-Верде           | товариський матч                            | -    | 86'      |
| 01-09-2021 | Дакар        | Сенегал          | 2 – 0                   | Того                 | Відбір до ЧС 2022                           | -    | 88'      |
| 07-09-2021 | Браззавіль   | Республіка Конго | 1 – 3                   | Сенегал              | Відбір до ЧС 2022                           | 1    |          |
| 09-10-2021 | Тієс         | Сенегал          | 4 – 1                   | Намібія              | Відбір до ЧС 2022                           | -    | 72' 89'  |
| 12-10-2021 | Совето       | Намібія          | 1 – 3                   | Сенегал              | Відбір до ЧС 2022                           | -    |          |
| 11-11-2021 | Ломе         | Того             | 1 – 1                   | Сенегал              | Відбір до ЧС 2022                           | -    |          |
| 14-11-2021 | Тієс         | Сенегал          | 2 – 0                   | Республіка Конго     | Відбір до ЧС 2022                           | 2    |          |
| 30-01-2022 | Яунде        | Сенегал          | 3 – 1                   | Екваторіальна Гвінея | Кубок африканських націй 2021 - чвертьфінал | 1    | 58'      |
| 02-02-2022 | Яунде        | Буркіна-Фасо     | 1 – 3                   | Сенегал              | Кубок африканських націй 2021 - півфінал    | -    | 65'      |
| 06-02-2022 | Яунде        | Сенегал          | 0 – 0 д.ч. (4 - 2 п.п.) | Єгипет               | Кубок африканських націй 2021 - фінал       | -    | 77'      |
| Усього     |              | Матчів           | 43                      |                      | Голів                                       | 10   |          |

## Титули і досягнення
- Володар Кубка Франції (1):

«Ренн»: 2018-19
- Володар Кубка Англії (1):

«Крістал Пелес»: 2024-25
- Володар Суперкубка Англії (1):

«Крістал Пелес»: 2025
Збірні
- Переможець Кубка африканських націй: 2021
- Срібний призер Кубка африканських націй: 2019